# مارکو ویکاریو
مارکو ویکاریو (ایتالیایی: Marco Vicario؛ زادهٔ ۲۰ سپتامبر ۱۹۲۵) بازیگر، فیلم‌نامه‌نویس، تهیه‌کننده فیلم، کارگردان فیلم اهل ایتالیا است.
از فیلم‌هایی که وی در آن نقش داشته‌است می‌توان به هفت ضربدر هفت، مرد سال، مرد هوسران، رم ساعت ۱۱:۰۰ و همسر شهرآشوب اشاره کرد.